# فوسفوديستراز

حلقي

معسكر

الفوسفوديستراز ( PDE ) هو إنزيم يكسر رابطة الفوسفوديستر . عادة ، يشير فوسفوديستراز إلى فوسفوديستراز نوكليوتيد دوري ، والتي لها أهمية سريرية كبيرة ويتم وصفها أدناه. ومع ذلك ، هناك العديد من العائلات الأخرى من فوسفوديستراز ، بما في ذلك فوسفوليباز C و D ، autotaxin ، sphingomyelin phosphodiesterase ، ديوكسي رييو توكلياز ، ريبونوكلياز ، و انزيمات الاقتطاع المقيدة (والتي تكسر جميعها العمود الفقري الفوسفوديستر للحمض النووي أو RNA ) ، بالإضافة إلى العديد من العناصر الأقل تميزًا. فسفوريستراز جزيء صغير.
تشتمل فوسفوديستراز النيوكليوتيد الحلقية على مجموعة من الإنزيمات التي تحلل رابطة الفوسفوديستر في جزيئات الرسول الثانية cAMP وcGMP . ينظمون توطين ومدة واتساع إشارات النوكليوتيد الدوري داخل المجالات تحت الخلوية. لذا فإن PDEs هي منظمات مهمة في نقل الإشارة بوساطة جزيئات المراسلة الثانية هذه.

## التاريخ
تم عزل هذه الأشكال المتعددة (الأشكال المتشابهة أو الأنواع الفرعية) من فسفودايستراز من دماغ الفئران باستخدام الرحلان الكهربائي لهلام بولي أكريلاميد في أوائل السبعينيات ،   وسرعان ما ظهر أنه تم تثبيتها بشكل انتقائي بواسطة مجموعة متنوعة من الأدوية في الدماغ والأنسجة الأخرى.  
تم توقع إمكانية استخدام مثبطات الفسفوديستراز الانتقائية كعوامل علاجية في السبعينيات.  هذا التوقع قد حان لتمرير في مجموعة متنوعة من المجالات (مثل فياغرا بمثابة مثبط PDE5 و رولييبرام بمثابة مثبط PDE4 ).

## التسمية والتصنيف
تشير تسمية PDE إلى عائلة PDE برقم عربي ، ثم يشير الحرف الكبير إلى الجين في تلك العائلة ، ثم يشير الرقم العربي الثاني والأخير إلى متغير لصق مشتق من جين واحد (على سبيل المثال ، PDE1C3: الأسرة 1 ، الجين C ، البديل الربط 3). 
يتم تصنيف الفصيلة الفائقة من إنزيمات PDE إلى 12 عائلة ، وهي PDE1 -PDE12 ،  في الثدييات . يعتمد التصنيف على:
- تسلسل الأحماض الأمينية
- خصائص الركيزة
- الخصائص التنظيمية
- الخصائص الدوائية
- توزيع الأنسجة

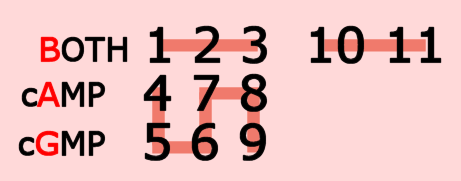
ركائز PDE حسب عائلة الإنزيم. كلاهما يعني أنه يحلل كلاً من cAMP و cGMP.

ترتبط PDEs المختلفة من نفس العائلة وظيفياً على الرغم من حقيقة أن تسلسل الأحماض الأمينية الخاصة بها يمكن أن يظهر اختلافًا كبيرًا.  PDEs لها خصائص الركيزة المختلفة. بعضها عبارة عن هايدرولسس انتقائية لـ cAMP (PDE4 و 7 و 8) ؛ البعض الآخر انتقائي cGMP (PDE5 و 6 و 9). يمكن للآخرين التحلل المائي لكل من cAMP و cGMP (PDE1 و 2 و 3 و 10 و 11). يشار أحيانًا إلى PDE3 باسم فوسفوديستريز مثبط لـ cGMP. على الرغم من أن PDE2 يمكن أن يحلل كلا النوكليوتيدات الحلقية ، فإن ربط cGMP بمجال GAF-B التنظيمي سيزيد من تقارب cAMP والتحلل المائي على حساب cGMP. تسمح هذه الآلية ، بالإضافة إلى غيرها ، بتنظيم مسارات cAMP و cGMP. PDE12 يشق cAMP و oligoadenylates.

## الأهمية السريرية
وقد ثبت أن إنزيمات الفسفوديستراز مختلفة في أنواع مختلفة من الخلايا ، بما في ذلك الخلايا الليمفاوية العادية والكريات البيضاء  وغالبًا ما تكون أهدافًا لتثبيط الأدوية بسبب توزيع الأنسجة الفريد ، والخصائص الهيكلية ، والخصائص الوظيفية. 
يمكن لمثبطات PDE إطالة أو تعزيز تأثيرات العمليات الفسيولوجية بوساطة cAMP أو cGMP عن طريق تثبيط تدهورها بواسطة PDE. 
سيلدانفيل (الفياجرا) هو مثبط لنوع 5 من فسفوديستريز 5 من cGMP ، مما يعزز التأثيرات الأوعية الدموية لـ cGMP في الجسم الكهفي ويستخدم لعلاج ضعف الانتصاب . يتم أيضًا فحص سيلدينافيل بسبب آثاره العضلية والقلبية ، مع إيلاء اهتمام خاص للقيمة العلاجية للمركب في علاج ضمور العضلات الدوشيني  وتضخم البروستاتا الحميد . 
الباراكسانثين ، المستقلب الرئيسي للكافيين ، هو مثبط فوسفوديستراز آخر خاص بـ cGMP والذي يمنع PDE9 ، وهو cGMP يفضل الفوسفوديستراز.  يتم التعبير عن PDE9 مثل PDE5 في الجسم الكهفي. 

### التأثير الدوائي لمثبطات PDE
تم تحديد مثبطات PDE كعلاجات محتملة جديدة في مجالات مثل ارتفاع ضغط الدم الشرياني الرئوي وأمراض القلب التاجية والخرف والاكتئاب والربو ومرض الانسداد الرئوي المزمن والالتهابات الأولية (بما في ذلك الملاريا ) والفصام .  

PDE مهم أيضًا في حدوث النوبات. على سبيل المثال ، أضر PDE بالنشاط المضاد للصرع للأدينوزين. بالإضافة إلى ذلك ، فإن استخدام مثبط PDE (pentoxifylline) في النوبة التي يسببها pentylenetetrazole يشير إلى التأثير المضاد للصرع عن طريق زيادة الكمون الزمني لنوبة الصرع وتقليل مدة النوبة في الجسم الحي. 
سيلوستازول ( Pletal ) يمنع PDE3 . يسمح هذا التثبيط لخلايا الدم الحمراء بأن تكون أكثر قدرة على الانحناء. هذا مفيد في حالات مثل العرج المتقطع ، حيث يمكن للخلايا المناورة من خلال الأوردة والشرايين المقيدة بسهولة أكبر. [بحاجة لمصدر]

ديبيريدامول يثبط PDE-3 و PDE-5. هذا يؤدي إلى تراكم الصفائح الدموية من cAMP و / أو cGMP ، مما يثبط تراكم الصفائح الدموية. 
Zaprinast يمنع نمو اجنسي الدم في مرحلة الملاريا طفيليات ( P. المنجلية ) في المختبر مع ED <sub id="mwlg">50</sub> قيمة 35 ميكرومتر، ويمنع PfPDE1، و المتصورة المنجلية فسفودايستراز المركب محددة، مع قيمة IC 50 من 3.8 ميكرومتر. 
الزانثين مثل الكافيين والثيوبرومين هي مثبطات cAMP- phosphodiesterase. ومع ذلك ، فإن التأثير المثبط للزانثين على فسفوديستراز يُرى فقط بجرعات أعلى مما يستهلكه الناس عادة. [بحاجة لمصدر]

Sildenafil و تادالافيل وفاردنافيل مثبطات PDE-5 وتستخدم على نطاق واسع في علاج ضعف الانتصاب.

## روابط اضافية
- Phosphoric+Diester+Hydrolases في المكتبة الوطنية الأمريكية للطب نظام فهرسة المواضيع الطبية (MeSH).